# Dragoș Vodă Czerniowce
Dragoș Vodă Czerniowce (rum. Fotbal Club Dragoș Vodă Cernăuți) – rumuński klub piłkarski z siedzibą w Czerniowcach.

## Historia
Chronologia nazw:
- 1909—1919: RFK Czerniowce (niem. Rumänischer Fußballklub Czernowitz)
- 1919—1944: Dragoș Vodă Czerniowce (rum. Dragoș Vodă Cernăuți)

Piłkarska drużyna RFK została założona w Czerniowcach pod koniec 1909 roku (według innych źródeł w 1907 lub 1908). W 1919 roku (według innych źródeł w 1918), rumuński klub sportowy został przemianowany na Dragoș Vodă Czerniowce, w pamięć o Dragoș Vodă - legendarnego założyciela Księstwa Mołdawii w 1352 roku.
Klub występował w lokalnych rozgrywkach Mistrzostw Bukowiny i trzy razy w Mistrzostwach Rumunii. W 1940 z przyjściem wojsk radzieckich został rozwiązany, ale w 1941 odnowiony. W 1944 definitywnie został rozwiązany.

## Sukcesy
- mistrz Bukowiny: 1925, 1929, 1930, 1933
- półfinalista Mistrzostw Rumunii: 1929

## Znani piłkarze
- Alfred Eisenbeisser

## Inne
- Dowbusz Czerniowce
- Hakoah Czerniowce
- Jahn Czerniowce
- Maccabi Czerniowce
- Muncitorul Czerniowce